# 红云号车辆运输舰 (T-AKR-313)
红云号车辆运输舰（英語：USNS Red Cloud，舷號T-AKR-313）是沃森级车辆运输舰的第四艘，以荣誉勋章获得者小米歇尔·红云下士（Mitchell Red Cloud Jr.）命名。红云下士在朝鲜战争中阵亡，驻韩美军在韓國京畿道議政府市尚設有一軍事基地——紅雲營（Camp Red Cloud），以兹纪念。
1999年8月7日该舰下水，并于2000年1月18日服役。它是美国军事海运司令部所属的19艘大型中速滚装船中的一艘，也是执行战略预置任务的33艘运输舰中的一员。
据英国卫报报道，左翼人权组织“缓刑”（Reprieve）认定红云舰及其7艘姊妹舰和其他9艘美国海军舰船被用于秘密关押罪犯。